# Eric Ahn
Eric Ahn (27 de mayo de 1978) es un deportista canadiense que compitió en taekwondo. Ganó una medalla de plata en el Campeonato Panamericano de Taekwondo de 2004 en la categoría de +84 kg.

## Palmarés internacional
| Campeonato Panamericano | Campeonato Panamericano          | Campeonato Panamericano | Campeonato Panamericano |
| Año                     | Lugar                            | Medalla                 | Categoría               |
| ----------------------- | -------------------------------- | ----------------------- | ----------------------- |
| 2004                    | Santo Domingo ( Rep. Dominicana) | Medalla de plata        | +84 kg                  |